# 窪田幸一郎
窪田幸一郎（くぼた こういちろう、1978年9月15日 - ）は、日本のラグビー選手。

## プロフィール
- 山梨県出身[1]。
- ポジションはウィング(WTB)。
- 身長 177cm、体重 80kg
- 日本代表キャップは3。（2016年3月現在）
- ニックネームはこうちゃん。

## 略歴
1997年、日川高校卒業後、日本大学に入る。なお日川高校時代に花園に3回出場を経験している。
2001年、日本大学卒業後、NECグリーンロケッツに加入。
2012年9月にはトップリーグ通算100試合出場達成。
2017年、現役を引退した。

## 受賞歴
- 2004-05ベストフィフティーン